# Русько-ятвязькі війни
Ру́сько-ятвя́зькі війни — війни між ятвягами і руськими (київськими і волинськими) князями у Х — ХІІІ ст. Складова протистояння балтських народів руській експансії на заході.

## Війни
- Від кінця Х ст. ятвяги стали об’єктом агресії київських князів[1]. Головним мотивом цих акцій, слід думати, була необхідність захистити від ятвязьких набігів західні регіони Київської Русі[1].
- 983 — переможний похід київського князя Володимира Святославича проти ятвягів[2][3].
- 1038 — переможний похід київського князя Ярослава Мудрого проти ятвягів[4]. Ймовірно тоді було захоплено ятвязьку столицю — Дорогичин. Полонених ятвягів розселини на Волині, в околицях сучасного Звягелю (насипи цих курганів мають кам'яні елементи, що нетипово для так званих слов'янських поховальних пам'яток)[1].

Надалі ятвяги фігурують у руських літописах як супротивники Волинського князівства.
- 1112 — володимирський князь Ярослав Святополчич здійснив похід проти ятвягів[5].
- 1196 — володимирський князь Роман Мстиславич у відповідь на набіги ятвягів здійснив проти них успішний зимовий похід[6].
- 1200-ті —  ятвяги у союзі з литвою спустошили Червенську землю[1].
- Конфлікти з ятвягами були одним із напрямів воєнної активності руських князів Данила і Василька Романовичів. На початку їхнього правління позиція князів була радше захисною і зводилася до відносно успішної відсічі набігам ятвягів на Волинь[1]. Однак поступове підсилення тиску ятвягів на кордони князівства змусило змінювати стратегію. Протягом 2-ї пол. 1240-х — серед. 1250-х рр. Данило за підтримки мазовецького і краківського князів здійснив кілька переможних походів углиб території ятвягів та примусив їх до сплати данини[1]. Останні конфлікти між руськими князями та ятвягами згадуються вже за галицького князя Лева Даниловича[1].

### Довідники
- Синиця Є. В. Ятвяги // Енциклопедія історії України : у 10 т. / редкол.: В. А. Смолій (голова) та ін. ; Інститут історії України НАН України. — К. : Наукова думка, 2013. — Т. 10 : Т — Я. — С. 766. — ISBN 978-966-00-1359-9.